# Antal Dunai
Antal Dunai aussi appelé Dunai II (né le 21 mars 1943 à Gara en Hongrie) est un ancien joueur et entraîneur de football hongrois.

## Biographie

### Joueur
Il devient professionnel au Pécsi Dózsa, mais c'est à l'Újpesti Dózsa qu'il passe la majorité de sa carrière de 1965 à 1977, avant de partir pour Debrecen VSC.
Il joue 31 matchs et inscrit 9 buts pour l'équipe de Hongrie de football. Il est connu pour avoir remporté la médaille d'or aux Jeux olympiques de 1968, et la médaille d'argent aux Jeux olympiques de 1972,. Il participe à l'Euro 1972 avec les Hongrois.
Dunai, puissant attaquant, est le second meilleur buteur européen en 1967 et 1968 et un des meilleurs buteurs de la Coupe des clubs champions européens en 1972.

### Entraîneur
À la fin de sa carrière, il entraîne Xerez CD, Real Betis, CD Castellón, Zalaegerszeg TE FC, Real Murcia, Levante UD, Veszprémi LC, Debrecen VSC et l'équipe de Hongrie olympique.